# Boxing Libreville
Boxing Libreville  è un film documentario uscito nel 2018 incentrato sulle lotte e le difficoltà che un giovane gabonese di nome Christ affronta nel suo viaggio per diventare un pugile e su come ciò si riflette nella lotta per la democrazia nel paese.  È il primo lungometraggio del regista gabonese Amédée Pacôme Nkoulou.

## Trama
Christ Olsen Mickala è un giovane aspirante pugile che vive a Libreville, la capitale della nazione centroafricana del Gabon. Passa tutto il giorno ad allenarsi nella boxe, mentre di notte lavora come portiere nei locali notturni per sbarcare il lunario. Nel frattempo la lotta che Christ affronta nella boxe è rispecchiata dalla lotta per la democrazia in Gabon durante le controverse e fortemente contestate elezioni presidenziali di quell'anno. Anche se le elezioni sembrano essere solo uno sfondo, il loro impatto sul Gabon influenzerà la sua popolazione per molti anni a venire.

## Produzione
Come spesso accade con il cinema africano, è stata prestata particolare attenzione ad evitare la censura, concentrandosi principalmente sulla vita e sulla formazione di Christ e non sulla politica, sebbene quest'ultima sia una delle principali sfumature del film.

## Premi e riconoscimenti
Boxing Libreville è stato accolto con entusiasmo. Ha ricevuto il premio per il miglior documentario al Festival del cinema africano di Tarif, in Spagna, e il Premio speciale della giuria del Festival internazionale del film documentario di Agadir, in Marocco. Ha anche partecipato iscritto al Concorso internazionale di cortometraggi e mediometraggi del Visions du Réel ed è stato proiettato in numerosi altri festival cinematografici, tra cui l'Internationales Dokumentarfilmfestival di Monaco di Baviera e l'Ecrans Noirs in Camerun.